# مايكل وودرف
السير مايكل فرانسيس أديسون وودرف (بالإنجليزية: Michael Woodruff)‏، حامل زمالة الجمعية الملكية، وزمالة الجامعة الملكية للجراحين، (3 أبريل 1911- 10 مارس 2001) كان جراحا وعالما انجليزيا، يُعرف بالأخص بسبب أبحاثه في زراعة الأعضاء.
ولد في لندن لكنه قضى سنوات شبابه في أستراليا، حيث نال شهادات علمية في الهندسة الكهربائية والطب. أنهى دراساته الجامعية بعد اندلاع الحرب العالمية الثانية بفترة وجيزة، فانضم إلى الحملات الطبية التابعة للجيش الأسترالي، وسرعان ما وقع أسيرا للقوات اليابانية وحُبس في مخيم سجن شانغي. وهناك ابتكر طريقة بارعة لاستخراج المواد الغذائية المفيدة من المخلفات الزراعية من أجل حماية زملائة الأسرى من سوء التغذية.
بعد نهاية الحرب عاد وودرف إلى إنجلترا واتخذ وظيفته التي طالت أعواما مديدة كجراح أكاديمي يجمع بين الجراحة الاكلينيكية والأبحاث. واختص في دراسة رفض الطعم والتثبيط المناعي. وقد أدت أبحاثه في مجال بيولوجية الزراعة إلى قيامه بأول عملية زراعة للكلية في المملكة المتحدة في 30 أكتوبر 1960م. وكان ذلك الإنجاز بالإضافة إلى أبحاثه الأخرى سبب اختياره كزميل للجمعية الملكية عام 1968، وتكريمه بلقب فارس عام 1969. ورغم تقاعده من ممارسة الجراحة عام 1976، ظل عضوا بارزا في المجتمع العلمي، يقوم بأبحاث عن السرطان بالإضافة إلى المشاركة في مجالس عدة منظمات طبية وعلمية. توفى يوم 10 مارس 2001 عن عمر 89 عاما.

## بداية حياته
ولد مايكل وودرف في ضاحية ميل هيل التابعة لمدينة لندن في المملكة المتحدة يوم 3 أبريل 1911م. وفي عام 1913، قام والده، هارولد وودرف، الأستاذ في الطب البيطري في الجامعة البيطرية الملكية، بالانتقال بالعائلة إلى دولة أستراليا ليشغل منصب أستاذ علم الأمراض البيطري ومدير المؤسسة البيطرية في جامعة ميلبورن. وأصبح بعد ذلك أستاذ علم الجراثيم. اعترضت الحرب العالمية الأولى حياة العائلة، مما حث هارولد للانضمام للقوات المسلحة. أصبح ضابطا في الفرقة البيطرية التابعة للجيش الأسترالي وتم ارساله إلى مصر.
عاد بقية أفراد أسرة وودرف إلى لندن، وعاش الولدان مع والدتهما وأمها (الجدة) في منزلها بمدينة فينشلي. ولكن مايكل وأخوه عادا إلى أستراليا عام 1917 بعد وفاة أمهما، مارجاريت، بعد إصابتها بإنتان دموي بالعنقوديات. فضل الولدان تحت رعاية خالة لهما حتى عادا للانضمام لوالدهم في نفس العام.
وفي عام 1919 اتخذ هارولد زوجة جديدة قامت بتربية أبنائه من زوجته الأولى. درس الولدان في مدرسة ترينيتي النحوية في ملبورن. ومنذ ذلك الوقت قضى وودرف جل شبابه في أستراليا باستثناء عاما في أوروبا عام 1924 حين ذهب والده إلى هناك في اجازة من عمله قضاها في معهد باستير في باريس. وفي تلك الأثناء سكن وودرف وأخوه في سكن جامعة كوينز في بلدة تانتون، إحدى بلدات مقاطعة سوميرست على الساحل الجنوبي لانجلترا. كان مدير الجامعة يسخر من الأستراليين معتبرهم أبناء جاليات «متخلفة» ووضع وودرف في مرحلة أقل بسنة من المرحلة المناسبة له. وبعد عوته إلى أستراليا درس في جامعة ويسلي الميثودية الخاصة، وهناك تمتع بدراسة الرياضيات وبرياضة التجديف.
حاز وودرف على بعثة حكومية إلى جامعة ميلبورن وجامعة كوينز الداخلية. وهناك درس الهندسة الكهربائية والرياضيات، وتلقى بعض التعليم من الفيزيائي القدير هاري ماسي الذي كان معلما آنذاك. على الرغم من نجاحه في الهندسة، أدرك وودرو أنه لن يجد إلا فرص عمل ضعيفة كمهندس بسبب الكساد الكبير، وقرر دراسة الطب في نهاية السنة الثالثة من دراسته للهندسة، لكن والداه أرادا أن يحصل على شهادته أولا. وعلى الرغم من قلقه بشأن النجاح في الهندسة حصل على المركز الأول في صفه مع درجة الشرف. وقد أكمل عامان في دراسة الرياضيات حاصلا على درجة الشرف أيضا.
بعد تخرجه عام 1933م، التحق وودرف بكلية الطب في جامعة ميلبورن. وكان من ضمن معلميه أستاذ التشريح فريديريك وود جونز. وأثناء دراسته الجامعية نجح في الامتحان الأول لكلية الجراحين الملكية في 1934 من ضمن أربع طلبة فقط نجحوا في الامتحان في تلك السنة. أنهى وودرف البرنامج في 1937 حاصلا على بكالوريوس الطب والجراحة مع مرتبة الشرف بالإضافة لجائزتان في الجراحة. وبعد تخرجه أكمل عاما إضافيا في دراسة الطب الباطني وعمل جراحا مقيما في مستشفى ميلبورن الملكي حيث بدأ تدريبه في الجراحة.

## الحرب العالمية الثانية
في بداية الحرب العالمية الثانية انضم وودرف للهيئة الطبية التابعة للجيش الأسترالي. وبقي في ميلبورن حتى نال درجة الماجستير في الجراحة عام 1941. وكان في ذلك الوقت نقيبا في الهيئة الطبية مكلفا بالعمل في المستشفى العام العاشر للجيش الأسترالي في إتحاد ملايا. وحسب وودرف فقد كان الوقت الذي مضاه في ملايا هادئا ومريحا نوعا ما، فالحرب في المحيط الهادي لم يكن قد بدأ بعد. ولكن بعد أن تسبب الهجوم الياباني على بيرل هاربر في تغيير تلك الأوضاع، وعُين وودرف في محطة علاج المصابين حيث عمل طبيب تخدير. ثم نقل إلى مستشفى سنغافورة العام. وبعد سقوط سنغافورة لهجوم ياباني أُسر وودرف مع آلاف الأستراليين والبريطانيين.
بعد أسره حُبس وودرف في مخيم تشانجي السجني. وأدرك هناك أن زملائه الأسرى معرضين لنقص الفيتامينات بسبب سوء الوجبات التي يوزعها عليهم اليابانيون. ولمحاربة هذه المشكلة طلب من اليابانيين السماح له بمباشرة المشكلة وحصل على موافقتهم. فابتكر طريقة لاستخراج عناصر غذائية هامة من حشيش الأرض وفول الصويا وقشور الأرز والمخلفات الزراعية مستخدما آلات قديمة وجدها في المخيم. قام وودرف بعد ذلك بتدوين العملية التي استخدمها من خلال مجلس الأبحاث الطبية بعنوان «الأمراض الناتجة عن النقص في مخيمات السجون اليابانية». ضل وودرف أسيرا مدة ثلاث سنوات ونصف، أُرسل في أواخرها إلى مخيمات السجون المجاورة ليعالج زملائه الأسرى هناك.وبسبب عدم السماح لنقل الأسرى، كان عليه الارتجال في طريقة العلاج. في تلك الأثناء أيضا قرأ كتاب مينقوت في الجراحة لوجود نسخة في المخيم، وذكر لاحقا بأن قراءته أن رفض الطعم الجلدي يحدث بعد أسبوعين بعد قبوله بداية، قد جذب اهتمامه وأجج فيه الرغبة في إجراء أبحاث في ذلك الموضوع.
عند انتهاء الحرب عاد وودرف إلى ميلبورن لإكمال تدريبه الجراحي. وعمل جراحا مساعدا لألبيرت كوتس في تلك الفترة. كانت هذه الوظيفة غير مدفوعة لذا اتخذ وظيفة ذات دوام جزئي كمحاضر في علم الأمراض ليتمكن من تغطية احتياجاته المالية. وفي يناير 1946م شارك في اجتماع للطلبة الأستراليين المسيحيين، وهناك التقى بهيزل آشبي، خريجة علوم من أديليد. تركت هيزل انطباعا قويا على وودرف فتزوجها بعد نصف عام من لقائهما. بقي الزوجان شريكين في البحث العلمي بقية حياتيهما.

## بدايات حياته العملية
بعد زواجه بقليل قرر وودرف السفر إلى بريطانيا لدخول النصف الثاني من امتحان زمالة الجامعة الملكية للجراحين FRCS. أخذ زوجته معه وهو غير ضامن إيجاد عمل هناك، ورفض الانضمام لبرنامج زمالة إلى جامعة أكسفورد يستمر سنتين عرضتها عليه منظمة الصليب الأحمر الأسترالي، لأنه كان سيُحتم عليه العودة إلى الوطن والعمل هناك. وقبل السفر كان قد تقدم لوظيفة محاضر في الجراحة في جامعة شفيلد، وعلم في طريقه إلى هناك أنه قد حصل على الوظيفة. قدّم وودرف اختبار زمالة الجامعة الملكية للجراحين عام 1947 واجتازه. ولم يكن- في نظره- لكون أحد الممتحنين له، الكولونل جوليان تايلور، من زملائه في سجن تشانجي أثر على اجتيازه الامتحان.

### شفيلد
بعد اجتيازه الامتحان بدأ وودرف وظيفته في شفيلد، حيث تدرب على الجراحات الطارئة والاختيارية. وكان في الأصل يخطط أن يقوم بأبحاث في الجراحة، لكن لم يكن في مختبر شفيلد الجراحي متسع له. وأُعطي بدلا من ذلك مكانا في مختبر علم الأمراض حيث قام بدراسات في رفض الطعم المزروع، وذلك حين يقوم الجهاز المناعي لمتلقي العضو المزروع بالهجوم على الأنسجة المزروعة. وكان من أكثر اهتماماته طعم الغدة الدرقية التي تزرع في غرفة العين الأمامية لأنه لم يكن يظهر عليها علامات الرفض. دراسات وودرف مع الطعوم أكسبته أساسا قويا حتى يعمل في مجال زراعة الأعضاء ورفضها- محض التطور. ولكي يطور من نفسه في هذه النواحي، رتب مقابلة له مع بيتر ميداوار، عالم الحيوان البارز ومن الرواد في دراسة رفض الطعم. تناقش الرجلان عن زراعة الأعضاء ورفض الطعم مبتدئين بذلك علاقة عمل دامت. على الرغم من انجازاته في شفيلد، رُفض طلب وودرف عندما تقدم للعمل في مستشفى ملبورن الملكي.

### أبردين
في عام 1948 بعد أن تقدم وودرف لوظيفة في ميلبورن، انتقل إلى جامعة أبردين حيث تم تعيينه بوظيفة محاضر أول، ولم يكن يعلم مكان المدينة الاسكوتلندية قبل ذلك. وفي أبردين أعطي وودرف صلاحيات مختبرية أفضل تحت إشراف بيل ويلسون، وحصل على منحة تؤهل زوجته للحصول على راتب مقابل خدماتها. استغل وودرف تلك الصلاحيات ومهارات زوجته كمساعدة في المختبر لدراسة الطعوم داخل الرحم (زراعة أنسجة لمتلقي لا يزال في الرحم). في تلك الأثناء كانت الفرضية عند الجراحين تقول أنه إذا تم زراعة طعم للمتلقي وهو في الرحم فسوف يتقبل أنسجة أخرى من نفس المانح في مراحل أخرى من حياته دون خطر رفض الطعم. لكن تجارب وودرف على الفئران أظهرت نتائج سلبية. أجرى وودرف أيضا دراسات في المصل المضاد للمفاويات من أجل تثبيط المناعة وحصل على نجاح بسيط بداية.
أثناء إقامته في أبردين زار وودرف الولايات المتحدة الأمريكية في زمالة تابعة لمنظمة الصحة العالمية WHO. والتقى أثناء زيارته بعدة جراحين رائدين أمريكيين، وأدى ذلك لزيادة رغبته في إكمال أعماله البحثية. وبعد عودته من الولايات المتحدة أجرى أبحاثا في آثار الكورتيزون ومستضدات الدم على رفض الطعم. ومن ضمن دراساته على مستضدات الدم وجد وودرف متطوعين لديهما مستضدات متطابقة فاتخذ ترتيباب لكي يتبادلا الطعوم (الرقع) الجلدية. وبعد أن رُفضت الطعوم استنتج وودرف أن الرفض تحكمه عدة عوامل. وفي عام 1951م تم تشريف وودرف بدرجة أستاذ هنتاريان من كلية الجراحين الملكية بانجلترا لمحاضرته بعنوان «زراعة الأنسجة المطابقة وتطبيقاتها الجراحية».

### دنيدن
في عام 1953، انتقل وودرف إلى دنيدن ليتخذ مركزه كرئيس الجراحة في كلية طب جامعة أوتاغو دنيدن، كلية الطب الوحيدة في نيوزيلندا في ذلك الوقت. وكان وودرف قد فشل في الحصول على الوظيفة المماثلة في سانت ماري بلندن وجامعة سانت آندروز في أدنبرة. أثناء تواجده في دنيدن، أجرى وودرف أبحاثا على الفئران لاستخدام كريات الدم البيضاء لرفع تقبل الجسم للطعوم المطابقة. أبحاثه هذه كانت غير ناجحة لكنه نجح في أبحاث أخرى قام بها. ومن أهم انجازاته في هذه الفترة، تأسيسه بنكا لرقع الجلد المثلجة لعلاج الحروق. ولعدم وجود جراحا تجميليا في المدينة، كان على وودرف اتخاذ مسؤولية علاج الحروق. قام وودرف أيضا بدراسة داء الطعم حيال الثوي (مرض ينتج عن استمرار معارضة جسم المتلقي والطعم لبعض). وعلى الرغم من انجازاته في نيوزيلندا خلال أربع سنوات، إلا أن سكان دنيدن الذي يقارب 100,000 لم يكن كافيا لافتتاح كلية طب، لذا بدأ في البحث عن وظيفة في مكان آخر.

## أدنبرة
في عام 1957، عُين وودرف رئيسا للعلوم الجراحية في جامعة أدنبرة دون الحاجة لمقابلة الشخصية. وهناك قسّم وقته بالتساوي فيما بين مسؤولياته السريرية والتدريس، وأبحاثه. كان من صلاحياته أيضا تعيين باحثان مساعدان، دونالد ميتشي وجيمز هاوارد الذان اشتهر كل منهما بعد ذلك بانجازاته. ومن النواحي الهامة في أبحاثه، مثّل وودرف دور المدير (الشرفي) لمجموعة باحثين في زراعة الأعضاء أسسها مجلس البحث الطبي.
كان موضوع البحث الرئيسي لفرقة البحث هو التقبل المناعي (تقبل الجسم للأنسجة بدلا من رفضها)، واستجابات الجهاز المناعي للسرطان في حيوانات مختلفة. وفي دوره السريري، أسس وودرف برنامج جراحة الأوعية الدموية وعمل أيضا على استخدام المعالجة المناعية كعلاج للسرطان وكعلاج أيضا لفقر الدم الإنحلالي المناعي. ولكن أهم انجازاته كانت في زراعة الكلى.
وبالأخص فقد قام بأول عملية لزراعة لكلية في المملكة المتحدة في مستشفى أدنبرة الملكي. ضل وودرف مدة من الزمن بانتظار المريض المناسب، راجيا أن يجد مريضا له توأم مشابه يمكنه التبرع بكليتة، لأن ذلك سيقلل بكثير من نسبة حدوث رفض للكلية. المريض الذي حصل عليه أخيرا كان رجلا ذا 49 عاما يعاني من قصور شديد في وظائف الكلى، أجريت له زراعة كلية من أخيه في 30 أكتوبر 1960. عاش التوأمان مدة ست سنوات بعد العملية ووافتهما المنية لأسباب غير متعلقة بموضوعنا. شعر وودرف بأن عليه أن يكون حذرا في أول عملية زرع كلية يقوم بها، لأن المجتمع الطبي البريطاني كان متحفظا تجاه زراعة الأعضاء. ومنذ ذلك الوقت وحتى تقاعده عام 1976، أجرى 127 عملية لزراعة الكلى. وفي 1960 نشر وودرف كتابه «زراعة الأنسجة والأعضاء» نظرة شاملة عن بيولوجية زراعة الأعضاء، وأحد سبعة كتب نشرها. أُعطي وودرف في عام 1969 ميدالية ليستر لمساهماته في علم الجراحة. والمحاضرة التي قدمها لتلك المناسبة في كلية الجراحين الملكية بتاريخ 8 أبريل 1970، كانت بعنوان «النواحي البيولوجية للشخصية».

## أعماله
قدم وودرف مساهمات هامة وباقية الأثر في الجراحة. فبالإضافة إلى إجرائه أول زراعة للكلى في بريطانيا، فقد ابتكر طريقة لإدخال الحالب المزروع إلى المثانة، لا زالت تستخدم اليوم. إضافة، فقد أسس وحدة كبيرة وفعالة لزراعة الأعضاء في أدنبرة باقية إلى اليوم أحد أفضل الوحدات في العالم. ومع كون شهرته الأكبر متعلقة بإنجازاته الاكلينيكية، فإن مساهمات وودرف في دراسة رفض الطعم وإحداث القبول بذات الأهمية. من ضمن مساهماته، أبحاثه على المصل المضاد للمفاويات، التي أدت إلى استخدامها الواسع في تقليل أعراض الرفض عند متلقي الأعضاء المزروعة حتى يومنا.
كان أول تكريم حقيقي حصل عليه وودرف لمساهماته الهامة في الطب والبيولوجيا، عام 1968 حين رُشح زميلا في الجمعية الملكية. وفي العام التالي 1969، أعطي لقب فارس من ملكة بريطانيا، أمر نادرا ما يحدث لجراح. بالإضافة، حظى وودرف بعضوية شرف في عدة منظمات طبية من ضمنها الجامعة الأمريكية للجراحين، والجمعية الأمريكية للجراحين، والجامعة الملكية للجراحين في أدنبرة. كما جلس على كراسي عدة منظمات علمية: فكان نائب رئيسا للجمعية الملكية ورئيسا لجمعية زراعة الأعضاء. أخيرا، عمل وودرف أعواما عديدة مستشارا لمنظمة الصحة العالمية وأستاذا زائرا لعدة جامعات.
وبالرغم من أثره الكبير على زراعة الأعضاء وما سماه بيتر موريس «حضور قوي في أي اجتماع»، لم يعرف وودرف كمحاضرا مميزا فقد كان له أسلوب غير محدد في الإلقاء وكان يميل نحو التمتمة. مع ذلك قال موريس عن وودرف «كان لديه أسلوب رائع في تحوير العبارة وخفة دم ماكرة». وأنهى موريس كلامه بقوله «المدهش أن وودرف لم ينجح في تخريج جراحين كثيرين أمثاله رغم وجود مرشحين نوابغ لذلك من الذين دخلوا المجال في الستينات خاصة زراعة الأعضاء. مع ذلك أثره في مجال زراعة الأعضاء كان عظيما على جميع المستويات».

### مؤلفاته
أثر وودرف يظهر أيضا في حجم مؤلفاته. فبالإضافة إلى نشره لأكثر من مئتي ورقة علمية، فقد نشر سبعة كتبا في الطب والجراحة.
- - Deficiency Diseases in Japanese Prison Camps. M.R.C Special Report No. 274. H.M. Stationery Office, London 1951.
- Surgery for Dental Students. Blackwell, Oxford. (Fourth Ed., 1984 with H.E. Berry) 1954.
- The Transplantation of Tissues and Organs. Charles C. Thomas. Springfield, Illinois 1960.
- The One and the Many: Edwin Stevens Lectures for the Laity. Royal Society of Medicine, London 1970.
- On Science and Surgery. Edinburgh University Press, Edinburgh 1976.
- The Interaction of Cancer and Host: Its Therapeutic Significance. Grune Stratton, New York 1980.
- Cellular Variation and Adaptation in Cancer: Biological Basis and Therapeutic Consequences. Oxford University Press 1990.

## حياته الخاصة
أنجبت عائلة وودرف ابنين تبعتهما ابنة. درس الابن الأول حتى حصل على شهادة الطب من جامعة يونيفيرسيتي في لندن وأصبح طبيبا للعيون. أكمل الطفلين الأصغرين دراستهما في جامعة شفيلد. فأصبح الابن الثاني مهندسا مدنيا والابنة حازت على شهادة في علم النبات.
كان وودرف وزوجته لاعبان ومحبان لرياضة التنس وكان في بيتهما في أدنبره ملعبا خاصا به. وبعد انتقاله إلى أدنبره بدأ وودرف أيضا مزاولة الملاحة الشراعية منتميا لنادي اليخوت الملكي الرابع، وقد دخل في بعض المسابقات. كان يملك وودرف مركبا وعرف عنه الإبحار في البحر المتوسط كل صيف مع زوجته. في سنوات دراسته كان وودرف جدافا قويا ولاعب هوكي.
أحب وودرف الموسيقى الكلاسيكية، وبعد أن بدأ في تعلم العزف على الأورغان في الجامعة، وتعلمه على يد أ.إ. فلويد عازف الأورغان في كاتدرائية سانت بول، أصبح عازف الأورج في جامعة كوينز في ميلبورن. وتعلم لاحقا العزف على البيانو. في أوقات فراغه استمر وودرف في متابعة حبه للرياضيات، خاصة نظرية الأعداد. وحاول بين الحين والآخر إثبات مبرهنة فيرما الأخيرة لكن دون جدوى.